# Glycia
Glycia is een geslacht van kevers uit de familie van de loopkevers (Carabidae). De wetenschappelijke naam van het geslacht is voor het eerst geldig gepubliceerd in 1842 door Chaudoir.

## Soorten
Het geslacht Glycia omvat de volgende soorten:
- Glycia afgana Jedlicka, 1956
- Glycia bimaculata Bedel, 1907
- Glycia rufolimbata Maindron, 1905
- Glycia spencei (Gistel, 1838)
- Glycia unicolor Chaudoir, 1848